# Yvonne Strahovski

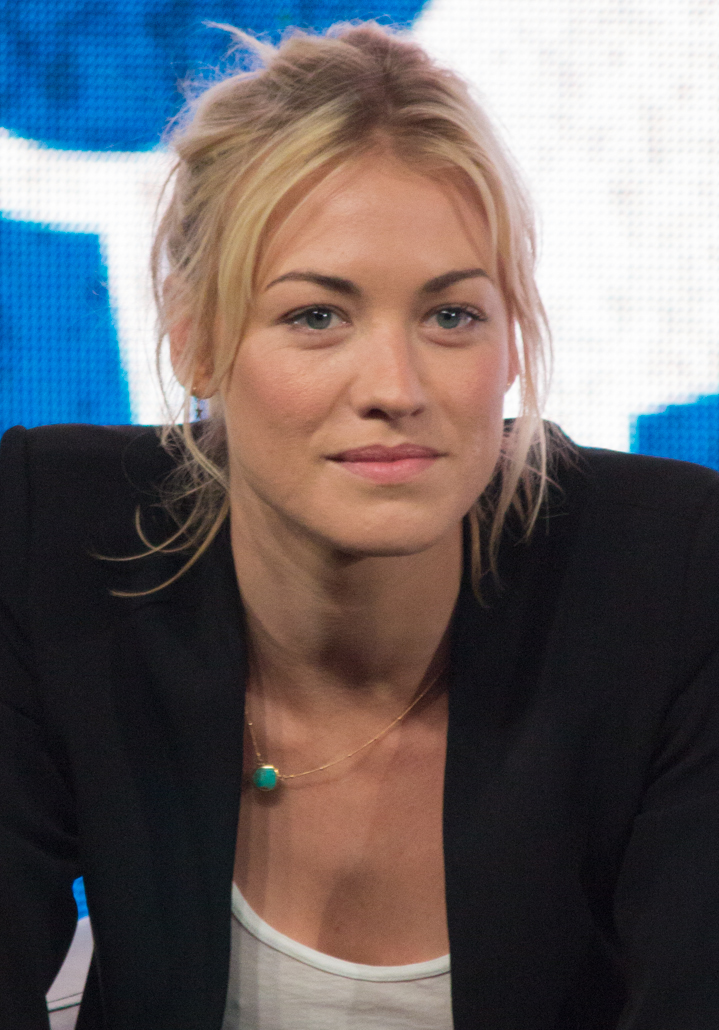
Yvonne Strahovski (2014)

Yvonne Strahovski (* 30. Juli 1982 als Yvonne Jacqueline Strzechowski in Werrington Downs, Sydney) ist eine australische Schauspielerin und Synchronsprecherin. Ihren Durchbruch hatte sie 2007 mit ihrer Rolle der Sarah Walker in der US-Fernsehserie Chuck.

## Leben und Karriere
Strahovskis Eltern wanderten kurz vor ihrer Geburt von Polen nach Australien aus. Dort wurde sie 1982 in der Nähe von Sydney geboren.  
Sie interessierte sich schon früh für das Theater und erhielt mit zwölf Jahren ihren ersten Schauspielunterricht. Nachdem sie 2003 ihren Bachelor-Abschluss für darstellende Kunst am renommierten Theatre Nepean der University of Western Sydney gemacht hatte, spielte sie einige Zeit in Theaterstücken mit.
Es folgten Gast- und Nebenrollen in einigen australischen Fernsehserien und dem britischen Spielfilm Gone. Als sie sich für mehrere Vorsprechen in den USA aufhielt, bekam sie die Zusage für die Fernsehserie Chuck, für die sie das Bewerbungsvideo noch von Australien aus zugeschickt hatte. Daraufhin zog sie in die Vereinigten Staaten. Zu dieser Zeit änderte Strahovski ihren Geburtsnamen Strzechowski in die phonematische Schreibung Strahovski. 2010 wurde sie für ihre Rolle der Sarah Walker in Chuck mit einem Teen Choice Award ausgezeichnet.
2009 war sie neben Will Patton im Film The Canyon erstmals in einer Hollywood-Kinoproduktion zu sehen. 2010 und 2012 lieh sie der Figur Miranda Lawson im Spiel Mass Effect 2 und dessen Fortsetzung Mass Effect 3 Stimme und Aussehen. 2011 war sie neben Jason Statham, Clive Owen und Robert De Niro in dem Film Killer Elite zu sehen. 2012 spielte sie in der Komödie Unterwegs mit Mum mit. Am Broadway gab sie 2012 neben Tony Shalhoub in dem Stück The Golden Boy ihr Debüt. Von 2012 bis 2013 übernahm sie in der Fernsehserie Dexter die Rolle der Hannah McKay. Für diese Darstellung wurde sie mit einem Saturn Award ausgezeichnet.
In der Miniserie 24: Live Another Day, der Fortsetzung zur Erfolgsserie 24, spielte sie 2014 eine der Hauptrollen als CIA-Agentin Kate Morgan. In I, Frankenstein erhielt sie 2014 die weibliche Hauptrolle. Im selben Jahr war sie in der Rolle als Rene Carpenter in der ABC-Fernsehserie The Astronaut Wives Club eine Staffel lang zu sehen.
Seit 2017 ist sie in der Serie The Handmaid’s Tale – Der Report der Magd als Serena Joy zu sehen. In dem Remake des australischen Psychothriller Angel of Mine spielte sie 2019 neben Noomi Rapace und Luke Evans mit. 2020 war sie in der von Cate Blanchett produzierten Fernseh-Miniserie Stateless zu sehen. 2021 wurde bei Prime Video der Science-Fiction-Film The Tomorrow War veröffentlicht. Dort spielt sie an der Seite von Chris Pratt.
2017 heiratete Strahovski ihren langjährigen Lebenspartner Tim Loden. Sie haben drei gemeinsame Söhne (* 2018, * 2021, * 2023).

## Filmografie (Auswahl)

### Filme und Serien

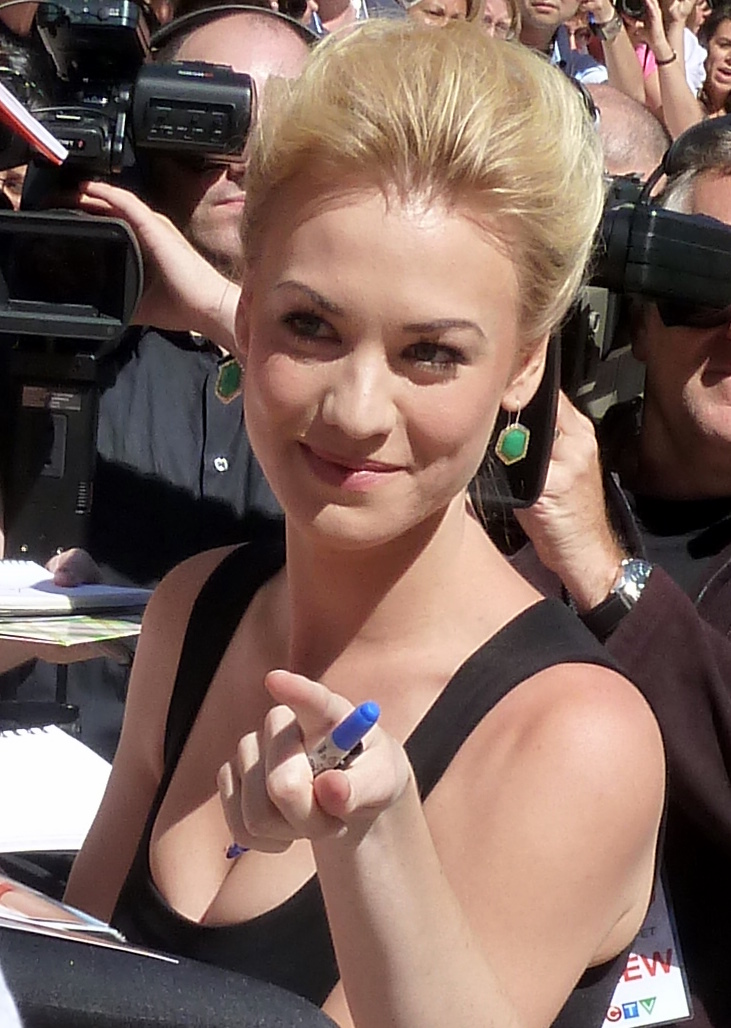
Yvonne Strahovski bei der Premiere von Killer Elite (2011).

- 2004: Double the Fist (Fernsehserie, Folge 1x04)
- 2005–2006: Headland (Fernsehserie, 33 Folgen)
- 2006: Gone – Lauf um dein Leben (Gone)
- 2007: Sea Patrol (Fernsehserie, Folge 1x13)
- 2007–2012: Chuck (Fernsehserie, 91 Folgen)
- 2008: The Plex
- 2009: Persons of Interest (Kurzfilm)
- 2009: The Canyon
- 2010: I Love You Too
- 2010: Hoffnungslos glücklich – Jeder Tag ist ein Geschenk (Matching Jack)
- 2010: Lego: Die Abenteuer von Clutch Powers (Lego: The Adventures of Clutch Powers, Stimme von Peg Mooring)
- 2011: Killer Elite
- 2012–2013: Dexter (Fernsehserie, 17 Folgen)
- 2012: Outback – Jetzt wird’s richtig wild! (The Outback, Stimme)
- 2012: Unterwegs mit Mum (The Guilt Trip)
- 2014: I, Frankenstein
- 2014: 24: Live Another Day (Miniserie, 12 Folgen)
- 2014: Louie (Fernsehserie, Folge 4x02)
- 2015: The Astronaut Wives Club (Fernsehserie, 10 Folgen)
- 2015: Edge (Fernsehfilm)
- 2016: Batman: Bad Blood (Stimme)
- 2016: Manhattan Nocturne – Tödliches Spiel (Manhattan Night)
- 2016: All I See Is You
- 2017–2025: The Handmaid’s Tale – Der Report der Magd (The Handmaid’s Tale, Fernsehserie, 57 Folgen)
- 2018: Predator – Upgrade (The Predator)
- 2018: He’s Out There
- 2018–2019: Rapunzel – Die Serie (Rapunzel’s Tangled Adventure, Fernsehserie, 2 Folgen, Stimme von Stalyan)
- 2019: Angel of Mine
- 2020: Stateless (Miniserie, 6 Folgen)
- 2021: The Tomorrow War
- 2023: Scrambled
- 2024: Teacup (Fernsehserie, 8 Folgen)

### Videospiele
- 2009: Mass Effect Galaxy (Miranda Lawson, Aussehen und Stimme)
- 2010: Mass Effect 2 (Miranda Lawson, Aussehen und Stimme)
- 2011: The 3rd Birthday (Aya Brea, Stimme)
- 2012: Mass Effect 3 (Miranda Lawson, Aussehen und Stimme)

## Theater
- 2012: The Golden Boy (Broadway)

## Auszeichnungen und Nominierungen
Golden Globe Award
- 2019: Nominierung als "Beste Nebendarstellerin – Serie, Mini-Serie oder TV-Film" für The Handmaid’s Tale – Der Report der Magd

Screen Actors Guild Award
- 2018: Nominierung als "Bestes Schauspielensemble in einer Dramaserie" für The Handmaid’s Tale – Der Report der Magd
- 2019: Nominierung als "Bestes Schauspielensemble in einer Dramaserie" für The Handmaid’s Tale – Der Report der Magd

Primetime Emmy Award
- 2018: Nominierung als "Beste Nebendarstellerin in einer Dramaserie" für The Handmaid’s Tale – Der Report der Magd

Saturn Award
- 2013: Auszeichnung als "Beste TV-Gastdarstellerin" für Dexter

Teen Choice Award
- 2010: Auszeichnung in der Kategorie "Choice Action TV Actress — Action" für Chuck
- 2011: Nominierung in der Kategorie "Choice Action TV Actress — Action" für Chuck
- 2012: Nominierung in der Kategorie "Choice Action TV Actress — Action" für Chuck

AACTA Award
- 2020: Auszeichnung in der Kategorie "Best Lead Actress in a Television Drama" für Stateless